# Asperula kryloviana
Asperula kryloviana är en måreväxtart som beskrevs av Marguérite Sergeev. Asperula kryloviana ingår i släktet färgmåror, och familjen måreväxter.
Artens utbredningsområde är Kazakstan. Inga underarter finns listade i Catalogue of Life.